# Алексеев, Константин Владимирович
Константин Владимирович Алексеев (род. 8 ноября 1976, Уфа) — российский хоккеист, вратарь, тренер. Мастер спорта Беларуси. Мастер спорта России.

## Биография
Воспитанник «Салавата Юлаева». в сезонах 1993/94 — 1997/98 играл за фарм-клуб «Новойл», провёл по одному матчу за «Салават Юлаев» в сезонах РХЛ 1996/97 и 1997/98. Три сезона (1998/99 — 2000/01) отыграл за «Неман» Гродно в чемпионате Беларуси и ВЕХЛ. В России выступал за команды низших лиг «Заполярник» Норильск (2001/02), «Нефтяник» Альметьевск (2001/02 — 2004/05, 2006/07), «Энергия-2» Кемерово (2002/03), «Нефтяник» Лениногорск (2005/06), «Ижсталь-2» (2007/08), «Торос» Нефтекамск (2007/08 — 2008/09), «Ариада-Акпарс» Волжск (2009/10), «Юрматы» Салават (2010/11).
Окончил Камский государственный институт физической культуры по специальности «тренер-преподаватель по хоккею».
Тренер вратарей в клубах «Юрматы» (2011—2012), «Донбасс» (2013—2014), «Дмитров», «Северские волки» (2016—2017), «Академия Михайлова» и «АКМ-Юниор» (2018—2023), «Гвардия» (с октября 2023).